# Чемпионат СССР по фигурному катанию 1941
Чемпионат СССР по фигурному катанию 1941 (официальное название Первенство СССР по фигурному катанию) — соревнование по фигурному катанию среди советских фигуристов сезона 1940—1941 года, организованное Федерацией фигурного катания на коньках СССР.
8-й чемпионат Советского Союза, проходивший через сезон после предыдущего чемпионата 1939 года, перед Великой Отечественной войной, поэтому следующий был проведен только в 1945 году.
На чемпионате 1941 года 18 «конькобежцев-фигуристов» из Москвы, Ленинграда, Таллина и Каунаса соревновались в мужском и женском одиночном катании, парном фигурном катании.
23-24 февраля фигуристы исполняли обязательные фигуры. В третий день соревнования 25 февраля на произвольных программах было рекордное количество зрителей — 2000 человек.
Перед первенством состоялось очередное Первенство Москвы, где выиграли Юлия Николаева (Динамо) и Сергей Васильев.

## Результаты

### Мужчины
Сергей Васильев лидировал после первого дня обязательных фигур, вторым был чемпион Литвы Игнайтис, третьим — чемпион СССР ленинградец Чернышев. Затем с небольшим преимуществом шел Чернышев, а в третий день он закрепил своё преимущество, лучше всего он исполнил восьмерку с петлями, в слабее всего в первый день — скобку. Чернышев тренировался на стадионе «Динамо» в Ленинграде, Петр Орлов тренировался в Ленинграде у «тренера-общественника ДКА», бывшего чемпиона страны Ивана Богоявленского.
| Место | Имя                       | ОФ | ОФ | ПП | ПП | итог |
| ----- | ------------------------- | -- | -- | -- | -- | ---- |
| 1     | Пётр Чернышев (Ленинград) | 1  |    | 1  |    | 1    |
| 2     | Сергей Васильев (Москва)  | 2  |    | 2  |    | 2    |
| 3     | Петр Орлов (Ленинград)    | 3  |    | 3  |    | 3    |
| 4     | Игнайтис (Каунас)         | 4  |    | 4  |    | 4    |
| 5     |                           |    |    |    |    |      |
| 6     |                           |    |    |    |    |      |

### Женщины
Чемпионка страны 1939 года, Евгения Алексеева, тренирующаяся на стадионе «Динамо» в Ленинграде, лидировала после первого дня обязательных фигур, второй следовала Татьяна Гранаткина (Москва), третьей — чемпионка Москвы Юлия Николаева, за ней шла чемпионка Эстонии Вайке Кальюве, которой была «мало знакома» программа обязательных упражнений (особо низкую оценку Кальюве получила за восьмерку с петлями, хотя по между народным правилам выполнила её почти безупречно). В произвольной программе Кальюве сделала прыжки «шпагатом», «кораблик» прогнувшись, «штант-пируэты», иные элементы, они были исполнены с красотой и четкостью, доступные по трудности лишь мужчинам.
| Место | Имя                            | ОФ | ОФ | ПП | ПП | итог |
| ----- | ------------------------------ | -- | -- | -- | -- | ---- |
| 1     | Евгения Алексеева Ленинград    | 1  |    | 2  |    | 1    |
| 2     | Вайке Кальюве Таллин           | 4* |    | 1  |    | 2    |
| 3     | Татьяна Гранаткина Москва      | 2* |    |    |    | 3    |
| 4     | Юлия Николаева «Динамо» Москва | 3* |    |    |    |      |
| 5     |                                |    |    |    |    |      |
| 6     |                                |    |    |    |    |      |

- -места после первой половины обязательных фигур.

## Пары
«Красный спорт» указывает, что произвольное катание Гранаткиной и Толмачева показало прекрасную согласованность и пара заслуженно выиграла первое место.
| Место | Имя                                                   | ПП |
| ----- | ----------------------------------------------------- | -- |
| 1     | Татьяна Гранаткина / Александр Толмачёв (Москва)      |    |
| 2     | Раиса Гандельсман / Александр Гандельсман (Ленинград) |    |
| 3     | Петр Орлов / Валентина Крылова Ленинград              |    |
| 4     |                                                       |    |

### Танцы
Соревнования не проводились.